# Europarlamentari del Regno Unito della V legislatura
Gli europarlamentari del Regno Unito della V legislatura, eletti in occasione delle elezioni europee del 1999, furono i seguenti.

## Composizione storica
| Europarlamentare                   | Lista                                        | Gruppo    |
| ---------------------------------- | -------------------------------------------- | --------- |
| Sir Robert Atkins                  | Partito Conservatore                         | PPE-DE    |
| Elspeth Attwooll                   | Liberal Democratico                          | ELDR      |
| Richard A. Balfe                   | Partito Laburista                            | PSE       |
| Christopher Beazley                | Partito Conservatore                         | PPE-DE    |
| The Lord Nicholas Bethell          | Partito Conservatore                         | PPE-DE    |
| David Robert Bowe                  | Partito Laburista                            | PSE       |
| John Bowis                         | Partito Conservatore                         | PPE-DE    |
| Philip Bradbourn                   | Partito Conservatore                         | PPE-DE    |
| Philip Bushill-Matthews            | Partito Conservatore                         | PPE-DE    |
| Martin Callanan                    | Partito Conservatore                         | PPE-DE    |
| Michael Cashman                    | Partito Laburista                            | PSE       |
| Giles Chichester                   | Partito Conservatore                         | PPE-DE    |
| Nicholas Clegg                     | Liberal Democratico                          | ELDR      |
| Richard Corbett                    | Partito Laburista                            | PSE       |
| John Alexander Corrie              | Partito Conservatore                         | PPE-DE    |
| Chris Davies                       | Liberal Democratico                          | ELDR      |
| Nirj Deva                          | Partito Conservatore                         | PPE-DE    |
| Alan John Donnelly                 | Partito Laburista                            | PSE       |
| Den Dover                          | Partito Conservatore                         | PPE-DE    |
| Andrew Duff                        | Liberal Democratico                          | ELDR      |
| James Elles                        | Partito Conservatore                         | PPE-DE    |
| Jill Evans                         | Plaid Cymru                                  | Verdi/ALE |
| Jonathan Evans                     | Partito Conservatore                         | PPE-DE    |
| Robert Evans                       | Partito Laburista                            | PSE       |
| Nigel Farage                       | Partito per l'Indipendenza del Regno Unito   | EDD       |
| Glyn Ford                          | Partito Laburista                            | PSE       |
| Jacqueline Foster                  | Partito Conservatore                         | PPE-DE    |
| Neena Gill                         | Partito Laburista                            | PSE       |
| Robert Goodwill                    | Partito Conservatore                         | PPE-DE    |
| Pauline Green                      | Partito Laburista                            | PSE       |
| Daniel Hannan                      | Partito Conservatore                         | PPE-DE    |
| Malcolm Harbour                    | Partito Conservatore                         | PPE-DE    |
| Christopher Heaton-Harris          | Partito Conservatore                         | PPE-DE    |
| Roger Helmer                       | Partito Conservatore                         | PPE-DE    |
| Michael John Holmes                | Partito per l'Indipendenza del Regno Unito   | EDD       |
| Richard Howitt                     | Partito Laburista                            | PSE       |
| Ian Hudghton                       | Partito Nazionale Scozzese                   | Verdi/ALE |
| Stephen Hughes                     | Partito Laburista                            | PSE       |
| Christopher Huhne                  | Liberal Democratico                          | ELDR      |
| John Hume                          | Partito Social Democratico e Laburista       | PSE       |
| Richard Fletcher-Vane              | Partito Conservatore                         | PPE-DE    |
| Caroline Jackson                   | Partito Conservatore                         | PPE-DE    |
| Bashir Khanbhai                    | Partito Conservatore                         | PPE-DE    |
| Glenys Kinnock                     | Partito Laburista                            | PSE       |
| Timothy Kirkhope                   | Partito Conservatore                         | PPE-DE    |
| Jean Lambert                       | Partito Verde di Inghilterra e Galles        | Verdi/ALE |
| Caroline Lucas                     | Partito Verde di Inghilterra e Galles        | Verdi/ALE |
| Baroness Sarah Ludford             | Liberal Democratico                          | ELDR      |
| Elizabeth Lynne                    | Liberal Democratico                          | ELDR      |
| Linda Mcavan                       | Partito Laburista                            | PSE       |
| Arlene Mccarthy                    | Partito Laburista                            | PSE       |
| Professor Sir Neil Maccormick      | Partito Nazionale Scozzese                   | Verdi/ALE |
| Edward Mcmillan-Scott              | Partito Conservatore                         | PPE-DE    |
| Eryl Margaret Mcnally              | Partito Laburista                            | PSE       |
| David Martin                       | Partito Laburista                            | PSE       |
| Bill Miller                        | Partito Laburista                            | PSE       |
| Claude Moraes                      | Partito Laburista                            | PSE       |
| Eluned Morgan                      | Partito Laburista                            | PSE       |
| Simon Francis Murphy               | Partito Laburista                            | PSE       |
| Bill Newton Dunn                   | Partito Conservatore                         | PPE-DE    |
| James Nicholson                    | Partito Unionista dell'Ulster                | PPE-DE    |
| Baroness Nicholson of Winterbourne | Liberal Democratico                          | ELDR      |
| Barbara O'toole                    | Partito Laburista                            | PSE       |
| Ian R.K. Paisley                   | Partito Unionista Democratico                | NI        |
| Neil Parish                        | Partito Conservatore                         | PPE-DE    |
| Roy Perry                          | Partito Conservatore                         | PPE-DE    |
| James L.C. Provan                  | Partito Conservatore                         | PPE-DE    |
| John Purvis                        | Partito Conservatore (Conservatori Scozzesi) | PPE-DE    |
| Imelda Mary Read                   | Partito Laburista                            | PSE       |
| Brian Simpson                      | Partito Laburista                            | PSE       |
| Peter Skinner                      | Partito Laburista                            | PSE       |
| Struan Stevenson                   | Partito Conservatore (Conservatori Scozzesi) | PPE-DE    |
| Catherine Stihler                  | Partito Laburista                            | PSE       |
| The Earl Of Stockton               | Partito Conservatore                         | PPE-DE    |
| Robert Sturdy                      | Partito Conservatore                         | PPE-DE    |
| David Sumberg                      | Partito Conservatore                         | PPE-DE    |
| Charles Tannock                    | Partito Conservatore                         | PPE-DE    |
| Jeffrey Titford                    | Partito per l'Indipendenza del Regno Unito   | EDD       |
| Gary Titley                        | Partito Laburista                            | PSE       |
| Geoffrey Van Orden                 | Partito Conservatore                         | PPE-DE    |
| Theresa Villiers                   | Partito Conservatore                         | PPE-DE    |
| Diana Wallis                       | Liberal Democratico                          | ELDR      |
| Sir Graham Watson                  | Liberal Democratico                          | ELDR      |
| Mark Francis Watts                 | Partito Laburista                            | PSE       |
| Phillip Whitehead                  | Partito Laburista                            | PSE       |
| Eurig Wyn                          | Plaid Cymru                                  | Verdi/ALE |
| Terence Wynn                       | Partito Laburista                            | PSE       |

## Modifiche intervenute

### Partito Conservatore
- In data 21.10.2003 a The Lord Nicholas Bethell subentra Ian Twinn.

### Partito Laburista
- In data 08.02.2000 a Alan John Donnelly subentra Gordon J. Adam[1].
- In data 17.02.2000 a Pauline Green subentra Mary Honeyball[2].

### Partito per l'Indipendenza del Regno Unito
- In data 18.12.2002 a Michael John Holmes subentra Graham Booth.